# Кожокарь Іван Костянтинович
Іван Костянтинович Кожокарь (нар. 10 січня 2000, Чернівці, Україна) — український лучник, призер чемпіонату Європи в командній першості, срібний призер Європейських ігор.

## Спортивна кар'єра
У 2021 році на чемпіонаті Європи у команді разом із Олексієм Гунбіном та Георгієм Іваницьким став срібним призером змагань.
На Європейських іграх 2023 року, в парі з Анастасією Павловою зумів стати срібним призером у змішаних командних змаганнях.

## Державні нагороди
- Медаль «За працю і звитягу» (7 вересня 2023) — За досягнення високих спортивних результатів на III Європейських іграх у м.Кракові (Республіка Польща), виявлені самовідданість та волю до перемоги, піднесення міжнародного авторитету України.[1]